# Vasaló (néprajz)
A vasaló vagy főzőkarám a magyar népi építészetben nádfalú, fedetlen építmény, amely a legelőn tartózkodó pásztor számára szolgál főzőhelyül.

## Tipológiája
A vasaló 2-3 méter magas falazatának anyaga nád, ritkábban kukoricakóró. Az ovális vagy körte alaprajzú építmény szűk bejárata nyitott vagy kisebb deszkaajtó zárja. Az összekorcolt falazatot egy ásónyomnyi mélyen a földbe ültetik, és befelé döntik akképpen, hogy a 10–15 négyzetméternyi főzőhely felett csupán egy szűk füstnyílás nézzen az égre, s így a vasaló a cserény főzőhelyével szemben nemcsak a szél, de részben a csapadék ellen is védelmet nyújt. Itt helyezi el a pásztor a főző- és evőeszközeit, élelmiszer-tartalékát, s a vasaló közepén, a füstnyílás alatt áll a szolgafás nyílt tűzhely, ritkán a sárból tapasztott katlan. Jellemzően ebédjüket is itt költik el a pásztorok. A vasaló gyakran a szálláshelyül szolgáló, fedett, de füstnyílással nem rendelkező, így tüzelésre alkalmatlan pásztorkunyhó járulékos részeként, gyakorlatilag konyhájaként jelenik meg.

## Elterjedése
A vasaló kizárólag a Tiszántúl északi részén, azon belül is főként a Hortobágyon ismert.